# Vontae Davis
Vontae Davis (Washington D. C.; 27 de mayo de 1988-Southwest Ranches, Florida; 1 de abril de 2024) fue un jugador estadounidense de fútbol americano que jugó diez temporadas con tres equipos en la NFL en la posición de cornerback, participó en dos Pro Bowl y era hermano de Vernon Davis, también jugador de fútbol americano.

## Carrera

### Universitario
Davis eligió jugar para Illinois Fighting Illini sobre otras opciones como Maryland Terrapins, Michigan State Spartans y Virginia Cavaliers. Davis en su año de novato registró 30 tackleadas y una intercepción. Fue nombrado Freshman All-America por The Sporting News, Scout.com y Rivals.com, además de novato del año de los Fighting Illini. En 2007 jugó los 12 partidos y registró 56 tackleadas, incluyendo 13 en el Rose Bowl ante USC Trojans, además de terminar en tercer lugar en intercepciones en el Big Ten con 4. Luego de terminar su tercera temporada anunció que sería parte del Draft de la NFL de 2009.

#### Estadísticas
| Temporada | Grado   | Posición | Partidos | Tackleadas | Tackleadas | Tackleadas | Tackleadas | Tackleadas | Intercepciones | Intercepciones | Intercepciones | Intercepciones | Intercepciones |
| Temporada | Grado   | Posición | Partidos | Solo       | Ast        | Cmb        | TfL        | Sck        | Int            | Yds            | Avg            | TD             | PD             |
| --------- | ------- | -------- | -------- | ---------- | ---------- | ---------- | ---------- | ---------- | -------------- | -------------- | -------------- | -------------- | -------------- |
| 2006      | FR      | CB       | 12       | 30         | 22         | 52         | 2.5        | 0.0        | 1              | 0              | 0.0            | 0              | 0              |
| 2007      | SO      | CB       | 12       | 56         | 20         | 76         | 4.0        | 0.0        | 4              | 0              | 0.0            | 0              | 0              |
| 2008      | JR      | CB       | 12       | 53         | 25         | 78         | 7.0        | 0.0        | 2              | 12             | 6.0            | 0              | 0              |
| Fuente:   | Fuente: | Fuente:  | 36       | 139        | 67         | 206        | 13.5       | 0.0        | 7              | 12             | 1.7            | 0              | 0              |

### Profesional
Asistió al combine de la NFL y con sus registros calcularon que sería seleccionado entre la primera y segunda ronda, además de ser considerado como el mejor cornerback del Draft.
Los Miami Dolphins seleccionaron a Davis en la posición 25 de la primera ronda del Draft de 2009. Davis sería el segundo cornerback seleccionado en el draft solo detrás de Malcolm Jenkins de Ohio State Buckeyes, y fue el primero de dos cornerbacks seleccionados por los Dolphins en las primeras dos rondas, junto a Sean Smith de Utah Utes, a quen elegirían en la segunda ronda en la posición 61.
El 31 de julio de 2009 los Miami Dolphins firmaron un contrato de cinco años con Davis y $10.25 millones incluidos $7.43 millones garantizados más un bono de $500,000 por la firma del contrato.
En el campo de entrenamiento Davis compitió por el puesto de cornerback titular con Eric Green y Sean Smith. El entrenador Tony Sparano eligió a Davis como el cuarto de la alineación detrás de Will Allen, Sean Smith y Nathan Jones.
Davis hizo su debut en temporada regular en el partido inaugural de los Miami Dolphins ante Atlanta Falcons donde solo registró una tackleada en la derrota por 7-19, la cual fue a Michael Jenkins para perder tres yardas en el último cuarto. Davis relegó a Nathan Jones a la banca en la derrota en la semana 3 ante San Diego Chargers. El 4 de octubre de 2009 Davis tuvo 3 tackleadas solo, un pase desviado y su primer regreso para touchdown sn su carrera en la victoria 38–10 ante Buffalo Bills en la semana 4. Le interceptó un pase al quarterback Trent Edwards que iba hacia Josh Reed y lo regresó 23 yardas al final del segundo cuarto.
El 1 de noviembre de 2009 Davis fue titular por primera vez en reemplazo por el lesionado Will Allen de ACL la semana anterior. Tuvo siete tackleadas y dos pases desviados en la victoria 39–25 sobre New York Jets en la semana 8. En la semana siguiente consiguió seis tackleadas, desvió dos pases y le interceptó un pase a Tom Brady en la derrota 17–27 ante New England Patriots en la semana 9.
En su temporada de novato finalizó con 51 tackleadas (47 solo), 11 pases desviados y cuatro intercepciones en 16 partidos, nueve de ellos como titular. Davis lideró al equipo en intercepciones como novato y lideró al equipo en tackleadas. Pro Football Weekly eligió a Davis en su equipo ideal de novatos.

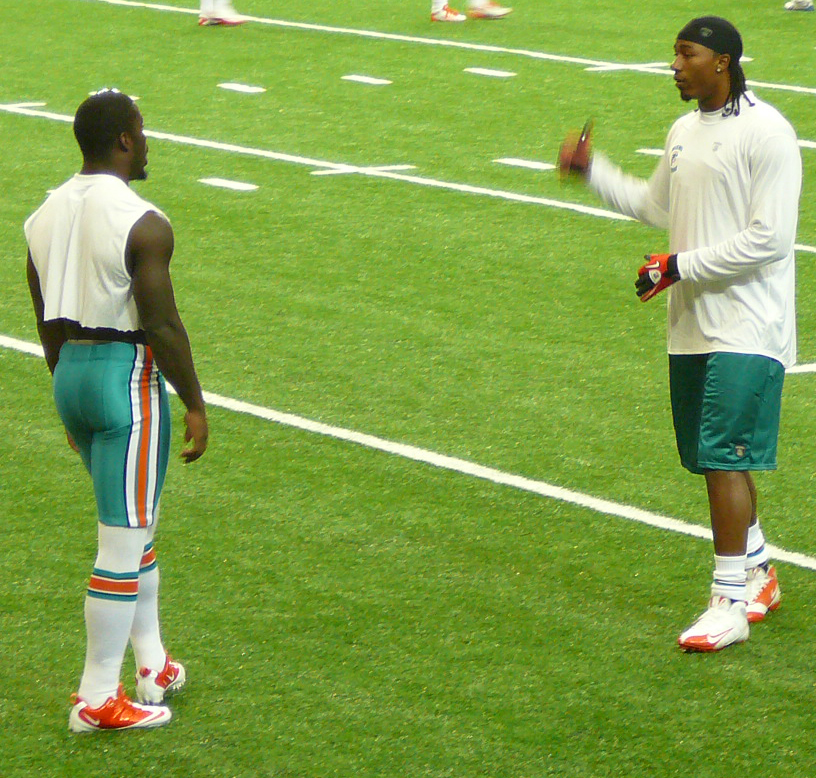
Davis (izquierda) junto al cornerback Sean Smith en 2011.

Davis pasó a ser el primer cornerback para la siguiente temporada. El entrenador Tony Sparano nombró a Davis titular para la temporada junto a Jason Allen y el nickelback Nolan Carroll.
Davis fue el titular en el partido inaugural ante Buffalo Bills donde consiguió dos tackleadas y un pase desviado en la victoria 15–10. En la semana siguiente tuvo seis tackleadas, dos pases desviados y una intercepción a Brett Favre en la victoria 14–10 sobre Minnesota Vikings. El 7 de noviembre de 2010 Davis tuvo su mejor registro con siete tackleadas y un pase desviado en la derrota 10-27 ante Baltimore Ravens en la semana 9. Davis terminó la temporada con 54 tackleadas (46 solo), 12 pases desviados y una intercepción en 16 partidos, 15 como titular.
El coordinator defensivo Mike Nolan mantuvo a Davis como cornerback titular junto a Sean Smith para la siguiente temporada. Davis fue el titular en el primer partido de la temporada ante New England Patriots y tuvo cuatro tackleadas antes de lesionarse en la derrota 24-38. En la semana siguiente tuvo seis tackleadas en la derrota 13–23 ante Houston Texans. Saldría en el tercer cuarto por una lesión en el brazo que lo mantuvo fuera los siguientes dos partidos (Weeks 3–4). En la semana 14 tuvo cuatro tackleadas, desvió un pase y registró la primera captura de quarterback en su carrera a Carson Palmer en la derrota 14-34 ante los Oakland Raiders. El 13 de diciembre de 2011 los Miami Dolphins despidieron al entrenador Tony Sparano luego de tener un récord de 4–9. El entrenador de línea secundaria Todd Bowles tomó el puesto de interino para los últimos tres partidos. El 18 de diciembre de 2011 Davis tuvo cinco tackleadas, dos pases desviados y dos intercepciones a Ryan Fitzpatrick en la victoria 30–23 ante Buffalo Bills en la semana 15. Fue la primera vez en su carrera que tuvo un partido con más de una intercepción, y terminó la temporada con 43 tackleadas (39 solo), nueve pases desviados, cuatro intercepciones y una captura en 12 partidos.
Davis mantuvo el puesto de titular junto a Sean Smith, pero con la competencia de Richard Marshall y Nolan Carroll. En los entrenamientos sus números fueron superados por los de Marshall y pasó a ser el tercer cornerback.
El 26 de agosto de 2012 los Miami Dolphins cambiaron a Davis a los Indianapolis Colts por una selección de segunda ronda (posición 54 general) y una sexta ronda condicional del Draft de 2013. Los Miami Dolphins usaron la segunda ronda para seleccionar al cornerback Jamar Taylor, pero no recibieron la sexta ronda condicional porque Davis estuvo en menos del 65% de las jugadas de los Colts en 2012.
El entrenador Chuck Pagano nombró a Davis como cornerback titular al inicio de la temporada junto a Jerraud Powers. Debutó con los Indianapolis Colts en el partido inaugural de 2012 ante Chicago Bears y tuvo tackleadas en la derrota por 21-41. Davis se lesionó por dos partidos del tobillo en la semana 3. El 28 de octubre de 2012 Davis tuvo una tackleada en la victoria 19–13 sobre Tennessee Titans antes de abandonar el partido en el primer cuarto por lesionarse la rodilla. Su lesión lo mantuvo fuera por un mes. En la semana 14 tuvo ocho tackleadas, un pase desviado y una captura de quarterback a Jake Locker en la victoria 27–23 sobre Tennessee Titans. La semana siguiente tuvo nueve tackleadas en la derrota 17-29 ante Houston Texans, la mayor cantidad en la temporada. El 30 de diciembre de 2012 Davis tuvo cinco tackleadas, tres pases desviados y dos intercepciones a Matt Schaub en la victoria 28–16 ante Houston Texans. Terminó la temporada con 51 tackleadas (46 solo), siete pases desviados, tres intercepciones y una captura en partidos.
Los Indianapolis Colts terminaron en segundo lugar en la AFC South con récord de 11–5 y clasificaron al wildcard. El 6 de enero de 2013 Davis jugó su primer partido de playoff en su carrera en la derrota 9-24 ante los eventuales campeones del Super Bowl XLVII, los Baltimore Ravens, en el AFC Wildcard Game.
El coordinator defensivo Greg Manusky mantuvo a Davis como el cornerback titular al inicio de la temporada junto a Greg Toler y el nickelback Darius Butler. En la semana 4, Davis desvió dos pases, tres tackleadas y una intercepción en la victoria 37–3 sobre Jacksonville Jaguars. El 14 de octubre de 2013 tuvo siete tackleadas en la derrota 9–19 ante San Diego Chargers en la semana 6. Terminó la temporada con 46 tackleadas (41 solo), 12 pases desviados y una intercepción en 16 partidos.
Los Indianapolis Colts terminaron con récord de 11–5. El 4 de enero de 2014 Davis en el AFC Wildcard Game tuvo tres tackleadas en la victoria 45–44 sobre Kansas City Chiefs. La semana siguiente tuvo una tackleada en la derrota 22–43 ante New England Patriots en el AFC Divisional Round. Davis tuvo un porcentaje de 86.0 del Pro Football Focus, el que terminó siendo el sexto más alto entre los cornerbacks en 2013.
El 11 de marzo de 2014 los Indianapolis Colts firmaron un contrato de cuatro años con Davis por $39 millones con $20 millones garantizados.
Davis y Greg Toler fueron los titulares para la temporada 2014. El 9 de octubre de 2014 Davis tuvo cinco tackleadas y un pase desviado en la victoria 33–28 sobre Houston Texans en la semana 6. En la semana 12 tuvo dos tackleadas, dos pases desviados y un regreso de touchdown de 42 yardas en la victoria 23–3 sobre Jacksonville Jaguars. En la semana siguiente Davis tuvo dos tackleadas y dos pases desviados en la victoria 49–27 sobre Washington Redskins antes de abandonar el partido en el segundo cuarto por una contusión. Recibió un golpe cuando intentó detener al running back Roy Helu y se quedó varios minutos inconsciente en el campo. Superó el protocolo de conmociones para la semana 14 ante los Cleveland Browns. El 23 de diciembre de 2014 se anunció que Davis jugaría el Pro Bowl. Davis terminó la temporada con 42 tackleadas (35 solo), una marca personal de 18 pases desviados y cuatro intercepciones en 15 partidos. Lideró la NFL en el menor rating de pases (38.8) y fue el segundo mejor cornerback en 2014.
Los Indianapolis Colts ganaron la AFC South con récord de 11–5 y llegaron a la final de la AFC que perdieron 7-45 ante New England Patriots, que terminaron ganando el Super Bowl XLIX. En la ronda divisional, Davis tuvo ocho tackleadas y cinco pases desviados en la victoria 24–13 sobre Denver Broncos.
El 25 de octubre de 2015 Davis tuvo seis tackleadas, dos pases desviados y una intercepción en la derrota 21-27 ante New Orleans Saints en la semana 7. La semana siguiente tuvo dos tackleadas, dos pases desviados y una intercepción a Cam Newton en la derrota 26–29 ante Carolina Panthers. Terminó la temporada con 48 tackleadas (38 solo), 16 pases desviados y cuatro intercepciones en 16 partidos. El 25 de enero de 2016 Davis volvería a ser seleccionado al Pro Bowl reemplazando a Chris Harris Jr. que jugaría en el Super Bowl 50 al ser jugador de los Denver Broncos. Tuvo un promedio de 86.9 del Pro Football Focus y terminó en tercer lugar entre los cornerbacks en 2015.
El 5 de enero de 2016 los Indianapolis Colts despidieron al coordinador defensivo Greg Manusky luego de terminar la temporada 2015 con récord de 8–8. El nuevo coordinador defensivo Ted Monachino mantuvo a Davis como su cornerback titular para el inicio de la temporada junto a Patrick Robinson. Davis estuvo lesionado las primeras dos semanas de temporada regular por un esquince de tobillo en la pretemporada. El 16 de octubre de 2016 Davis tuvo cinco tackleadas, dos pases desviados y una intercepción en la derrota 23–26 ante Houston Texans en la semana 6. En la semana 16 tuvo cinco tackleadas y desvió un pase en la derrota 25-33 ante Oakland Raiders. Terminó la temporada con 37 tackleadas (34 solo), 10 pases desviados y una intercepción en 14 partidos. El Pro Football Focus colocó a Davis con un promedio de 47.3 en 2016.
Davis entró al campo de entrenamiento como el cornerback titular junto a Rashaan Melvin. Por una lesión de ligamentos en la pretemporada se perdió los primeros tres partidos de la temporada regular. El 1 de octubre de 2017 tuvo su primer partido de la temporada en el que consiguió seis tackleadas en la derrota 18–46 ante Seattle Seahawks en la semana 4.
El 29 de octubre de 2017 Davis tuvo cuatro tackleadas y un pase desviado en la derrota 23–24 ante Cincinnati Bengals en la semana 8. Antes del partido fue reportado que al menos dos equipos estaban interesados en adquirir a Davis. El entrenador Chuck Pagano mantuvo a Davis en la banca para favorecer a Quincy Wilson en la victoria ante los Houston Texans. Davis se quejó y marcó como irrespeto a los the Colts por no permitir que viajara con el equipo a Houston. El columnista de Indianapolis Star Gregg Doyel alegó que fue un acto precipitado en el que Davis no viajara con el equipo y no creyó en el argumento de Chuck Pagano de que lo mandara a la banca por bajo rendimiento, decisión que no respaldaron los entrenadores asistentes, causando problemas con Davis.
El 8 de noviembre de 2017 se reportó que Davis decidió operarse para reparar una lesión de ligamentos en la pretemporada, por lo que quedó fuera por el resto de la temporada. El 9 de noviembre de 2017 los Indianapolis Colts dejan a Davis en libertad, con lo que termina su estancia por seis temporadas con el equipo. Davis terminó la temporada de 2017 con 21 tackleadas (16 solo) y dos pases desviados en cinco partidos. El Pro Football Focus dio a Davis un promedio general de 45.2, ubicándolo en la posición 103 entre los cornerbacks en 2017.
El 26 de febrero de 2018 Davis firma un contrato de una temporada con los Buffalo Bills por $5 millones, $3.5 millones garantizados.
Davis debutó en el partido inaugural ante los Baltimore Ravens. En la semana siguiente ante Los Angeles Chargers, permite un touchdown a Mike Williams, por lo que Davis salió del partido por decisión propia, y dijo "se acabó".
Según declaraciones del entrenador Sean McDermott, no quedó claro si Davis se refería al retiro o solo abandonar el partido. Para el siguiente partido, Davis confirmó su retiro.
La decisión de Davis fue tomada al inicio como una broma por sus compañeros de equipo a los medios. Davis después comentó que su abrupto retiro fue porque el fútbol americano ya no es lo que era y pasó a ser más un asunto terapéutico.

#### Estadísticas

##### Temporada Regular
| Año   | Equipo | Partidos | Partidos | Tackleadas | Tackleadas | Tackleadas | Tackleadas | Tackleadas | Intercepciones | Intercepciones | Intercepciones | Intercepciones | Intercepciones | Intercepciones | Fumbles | Fumbles | Fumbles |
| Año   | Equipo | GP       | GS       | Cmb        | Solo       | Ast        | Sck        | Sfty       | PD             | Int            | Yds            | Avg            | Lng            | TD             | FF      | FR      | Yds     |
| ----- | ------ | -------- | -------- | ---------- | ---------- | ---------- | ---------- | ---------- | -------------- | -------------- | -------------- | -------------- | -------------- | -------------- | ------- | ------- | ------- |
| 2009  | MIA    | 16       | 9        | 52         | 48         | 4          | 0.0        | 0          | 11             | 4              | 64             | 16.0           | 26             | 1              | 0       | 0       | 0       |
| 2010  | MIA    | 16       | 15       | 54         | 46         | 8          | 0.0        | 0          | 12             | 1              | 0              | 0.0            | 0              | 0              | 1       | 0       | 0       |
| 2011  | MIA    | 12       | 12       | 43         | 39         | 4          | 1.0        | 0          | 9              | 4              | 60             | 15.0           | 28             | 0              | 0       | 0       | 0       |
| 2012  | IND    | 10       | 10       | 51         | 46         | 5          | 1.0        | 0          | 7              | 3              | 26             | 8.7            | 26             | 0              | 0       | 0       | 0       |
| 2013  | IND    | 16       | 16       | 46         | 41         | 5          | 0.0        | 0          | 12             | 1              | 0              | 0.0            | 0              | 0              | 0       | 0       | 0       |
| 2014  | IND    | 15       | 15       | 42         | 35         | 7          | 0.0        | 0          | 19             | 4              | 72             | 18.0           | 42             | 0              | 2       | 1       | -9      |
| 2015  | IND    | 16       | 16       | 48         | 38         | 10         | 0.0        | 0          | 16             | 4              | 6              | 1.5            | 6              | 0              | 0       | 0       | 0       |
| 2016  | IND    | 14       | 14       | 37         | 34         | 3          | 0.0        | 0          | 10             | 1              | 0              | 0.0            | 0              | 0              | 0       | 0       | 0       |
| 2017  | IND    | 5        | 5        | 21         | 16         | 5          | 0.0        | 0          | 2              | 0              | 0              | 0.0            | 0              | 0              | 0       | 0       | 0       |
| 2018  | BUF    | 1        | 1        | 1          | 1          | 0          | 0.0        | 0          | 0              | 0              | 0              | 0.0            | 0              | 0              | 0       | 0       | 0       |
| Total | Total  | 121      | 113      | 395        | 344        | 51         | 2.0        | 0          | 98             | 22             | 228            | 10.4           | 42             | 1              | 3       | 1       | -9      |

## Vida personal
Vontae era el hermano menor del tight end de los San Francisco 49ers, Denver Broncos y Washington Redskins, Vernon Davis. En junio de 2009 varios medios reportaron de manera errónea que Davis había sido arrestado por infracciones de tránsito en Champaign, Illinois. El incidente se dio como resultado de que la billetera de Davis había sido robada junto a sus documentos de identidad. En junio de 2015 Davis se casó con su novia Megan Harpe. Desde septiembre de 2019 hasta 2024 Davis fue CEO de un centro holístico en Fort Lauderdale, Florida.

### Muerte
El 1 de abril de 2024 Davis fue encontrado muerto por su abuela en su casa en Southwest Ranches, Florida a los 35 años. Se desconoce la causa de su muerte, la policía dijo que no hay sospechosos, pero que continúan investigando.